# Азиатский грипп (1957—1958)
О пандемии XIX века см. Азиатский грипп (1889—1890)
Азиатский грипп — массовая пандемия гриппа в 1957—1958 годах, погубившая более 1 млн человек. Грипп получил свое название из-за места своего происхождения. Инфицированные умирали от этой болезни в течение нескольких дней. Сначала проявились свойственные гриппу симптомы: кашель, жар, головная и мышечная боль. А потом к смерти приводила пневмония, возникающая в качестве осложнения.

## История болезни
Существует 2 версии появления болезни. Первая — точкой распространения стала китайская провинция Гуйчжоу, Китае в феврале 1957 года. Болезнь быстро распространялась по Дальнему Востоку, а уже в апреле достигла большинства стран и была признана пандемией. 17 апреля ежедневная газета The Times опубликовала статью под названием: «Эпидемия гриппа затронула тысячи жителей Гонконга». Этот момент считается точкой отсчета. Вспышки регистрировались в разных странах почти одновременно. Болезнь протекала очень быстро, люди погибали в течение нескольких дней.
По второй версии, пандемия началась в феврале 1957 года городе-государстве Сингапур. Позже, в апреле, о заражении сообщили в Гонконге, а летом и в прибрежных городах США.
Оценки смертей в США и во всем мире, вызванных этой пандемией, широко варьируются в зависимости от источника. Примерно от 69 800 до 116 000 в Соединенных Штатах, а в Англии и Уэльсе около 3,6 тыс. британцев из 9 млн заболевших. Во всем мире от 1 миллиона до 4 миллионов, но Всемирная организация здравоохранения (ВОЗ) остановилась на «около 2 миллионов». Общий уровень смертности составил 0,6 %.
Эксперты полагают, что вирус возник в результате мутации вируса диких уток в сочетании с существовавшим ранее человеческим штаммом, хотя некоторые врачи отвергают такое предположение.

## Биологическая картина болезни
Азиатский грипп или H2N2 возник в результате антигенного сдвига. Это процесс, при котором происходит комбинирование двух различных вирусов, что приводит к замене одного из НА (например, Н3 заменяется на Н5). Возникает мозаичный вирус, который и приводит к пандемии из-за своей внезапности. Вирус Н2, который появился в 1957 году (H2N2, то есть азиатский грипп), и вирус H3, который появился в 1968 г. (H3N2), произошли из вирусов гриппа, циркулирующих среди птиц. То есть «азиатский грипп» был вызван новым подтипом вируса, происходящим из штаммов вирусов птичьего и человеческого гриппа.
В 1957 году была разработана вакцина против гриппа для сдерживания его вспышки. Позже штамм азиатского гриппа развился благодаря антигенному сдвигу в H3N2, который вызвал более легкую пандемию с 1968 по 1969 год. Оба пандемических штамма H2N2 и H3N2 содержали сегменты РНК вируса птичьего гриппа.

## Мутация
Эта эпидемия утихла, но спустя десятилетие вирус азиатского гриппа мутировал и вызвал «гонконгский грипп» в 1968—1969. Новая пандемия H3N2, начавшаяся в Гонконге, Китае, унесла 34 тысяч жизней. Возбудителем этого заболевания стал, опять же, ранее неизвестный науке подтип вируса A (H3N2).